# With Oden on Our Side
With Oden on Our Side ist das sechste Studioalbum der schwedischen Melodic-Death-Metal-Band Amon Amarth. Es wurde europaweit am 25. September 2006, im deutschen Sprachraum bereits am 22. September 2006 und in den Vereinigten Staaten erst am 3. Oktober 2006 veröffentlicht.

## Entstehungsgeschichte
Die Arbeit an dem neuen Album begann unmittelbar nach der Rückkehr von einer Nordamerika-Tour mit Children of Bodom und Trivium. Da die Bandmitglieder mittlerweile alle keine Berufe neben der Band hatten, konnten sie in das Songwriting und vorbereitende Proben mehr Zeit investieren. Von Januar bis April wurde das Material überarbeitet und für die ebenfalls länger dauernden Aufnahmen vorbereitet, bei denen erstmals immer alle Mitglieder präsent waren.
Das Album wurde von 3. Mai bis 19. Juni 2006 im schwedischen Fascination Street Studio in Örebro mit Unterstützung des Produzenten Jens Bogren aufgenommen, der Amon Amarth von den befreundeten Gruppen Katatonia und Opeth empfohlen worden war.

## Musikstil
Die Musik ist im Vergleich zum Vorgängeralbum Fate of Norns wieder wesentlich härter, eine Rückkehr zu ihren Wurzeln. Die Texte beschäftigen sich typisch für Amon Amarth mit der nordischen Mythologie. Mit dem Lied „Under the Northern Star“ von Gitarrist Johan Söderberg ist erstmals auch ein eher balladeskes Stück dabei.

## Design

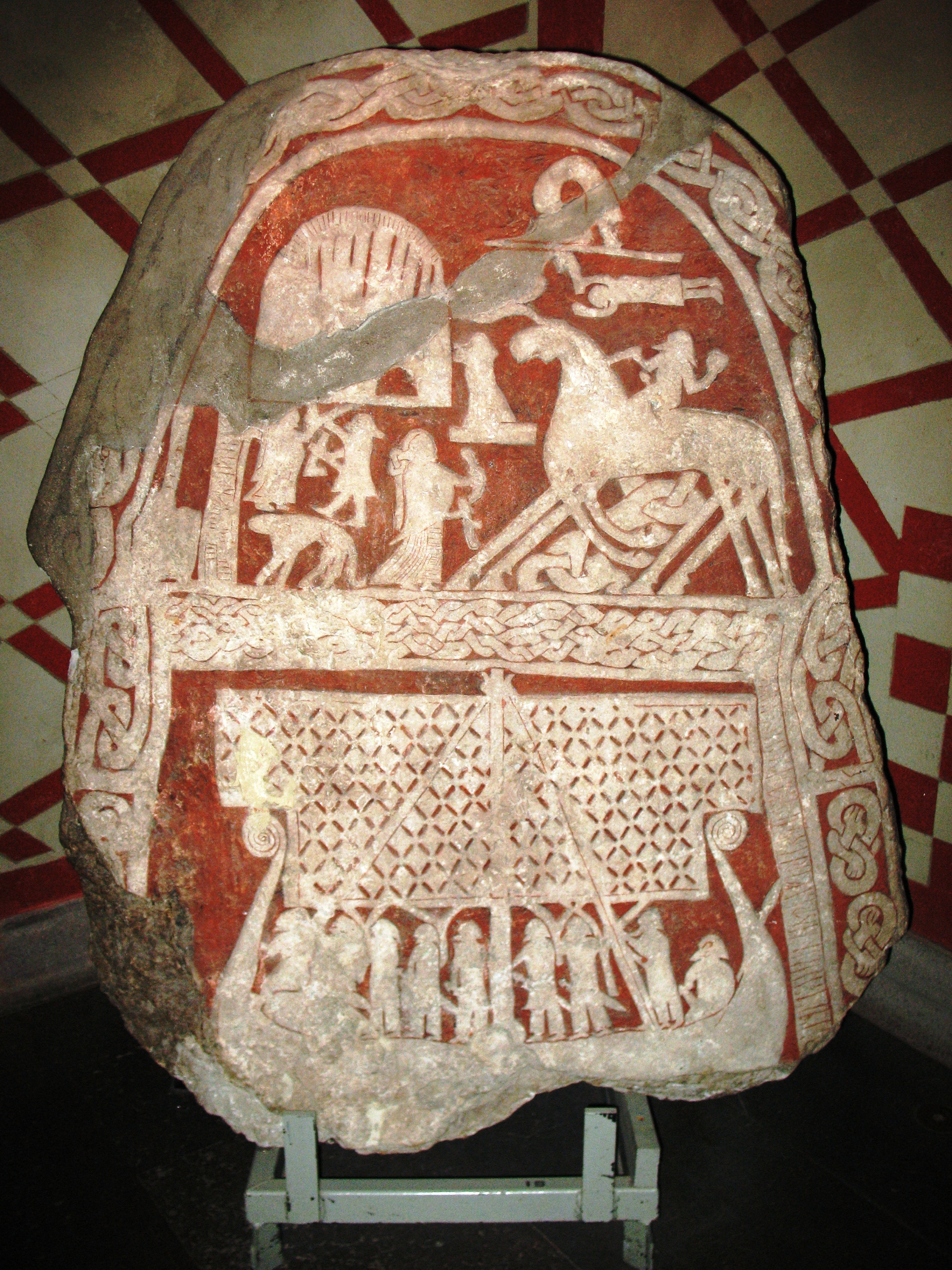
Der Tjängvide Bildstein im Historiska Museet in Stockholm

Das Cover-Design entstand wieder in Kooperation mit Thomas Ewerhard und unterscheidet sich in seiner Simplizität grundlegend von denen der Vorgängeralben. Das stilisierte Bildnis Odins auf Sleipnir stammt vom gotländischen Bildstein „Tjängvide“ aus dem 8., 9. oder 10. Jahrhundert, der 1844 auf Gotland entdeckt wurde und nun im Historiska Museet in Stockholm steht. Die geprägten Runen oberhalb der Darstellung stehen für den Albumtitel, die unten rechts für den Namen der Band. Auf der Rückseite finden sich die Runen Othala, Dagaz, Ehwaz und Naudiz für „Oden“.

## Versionen
Neben den Versionen als CD und LP gibt es auch eine limitierte Digipak-Ausgabe, die eine Bonus-CD enthält. Diese sollte ursprünglich einen Live-Mitschnitt vom Wacken Open Air enthalten, da jedoch kurz zuvor die Live-DVD Wrath of the Norsemen erschienen war, wurde dieser Plan verworfen. Neben zwei Live-Songs enthält die CD nun zusätzlich Demos und zuvor unveröffentlichtes Material. Des Weiteren wurde auch eine limitierte LP-Version veröffentlicht, die auf rotem Vinyl gepresst wurde.

## Titelliste
1. Valhall Awaits Me – 4:43
2. Runes to My Memory – 4:32
3. Asator – 3:04
4. Hermods Ride to Hel: Lokes Treachery Pt 1 – 4:40
5. Gods of War Arise – 6:02
6. With Oden on Our Side – 4:34
7. Cry of the Black Birds – 3:49
8. Under the Northern Star – 4:17
9. Prediction of Warfare – 6:38

## Bonus-CD
1. Where Silent Gods Stand Guard (Live in Wacken 2004) – 6:11
2. Death in Fire (Live in Wacken 2004) – 4:55
3. With Oden on Our Side (Demo Version) – 4:32
4. Hermods Ride to Hel: Lokes Treachery Pt 1 (Demo Version) – 4:49
5. Once Sent from the Golden Hall (Sunlight Recording 1997) – 4:03
6. Return of the Gods (Sunlight Recording 1997) – 3:34

## Musikvideos
- Runes to My Memory
- Cry of the Black Birds (Regisseur William C. Schacht)